# بريشت فيربروغ
بريشت فيربروغ هو لاعب كرة قدم بلجيكي في مركز الوسط، ولد في 29 أبريل 1982 في روسلاريه في بلجيكا. لعب مع زولته فاريجيم ونادي تورناي ونادي غينت ونادي كورتريك.

## وصلات خارجية
- بريشت فيربروغ على موقع قاعدة بيانات كرة القدم.إي يو (الإنجليزية)